# Bedürfnisanstalt Am Seedeich
Die Bedürfnisanstalt Am Seedeich in der niedersächsischen Kreisstadt Cuxhaven im Landkreis Cuxhaven stammt vom ersten Drittel des 19. Jahrhunderts. Aktuell (2024) wird es als öffentliche Toilette genutzt.
Das Gebäude steht unter Denkmalschutz (siehe auch Liste der Baudenkmale in Cuxhaven).

## Geschichte und Beschreibung
Die Straße Am Seedeich ist eine touristisch bedeutsame, ca. 0,9 km lange Straße an der Nordsee. Sie führt in Ost-West-Richtung von der Deichstraße / Am Alten Hafen bis zum Döser Deich und der Grimmershörnbucht.
Das eingeschossige traufständige verklinkerte Gebäude mit ziegelgedecktem Walmdach wurde 1926 mit der Nordostseite direkt am Deichfuß als öffentliche Bedürfnisanstalt gebaut. Die Südwestseite öffnet sich mit Arkaden aus fünf Rundbögen (die beiden äußeren heute niedriger, ursprünglich auf gleicher Höhe wie die drei mittleren). Der zurückspringende Eingang wird über eine doppelläufige Treppe erreicht.
Das Landesdenkmalamt befand u. a.: „… ein zeit-, material- und regionstypischer Bau in schlichten Formen.“